# Pratt & Whitney R-2800
Pratt & Whitney R-2800 Double Wasp – silnik lotniczy o układzie gwiazdowym. Miał 18 cylindrów w układzie podwójnej gwiazdy z łączną pojemnością skokową 46 litrów.
Powszechnie uważany za jeden z najlepszych silników gwiazdowych. Jednostka napędowa samolotów F4U Corsair, F6F Hellcat, F7F Tigercat, F8F Bearcat, P-47 Thunderbolt, P-61 Black Widow, B-26 Marauder, C-46, XB-28 Dragon, Lockheed Ventura (w wersji PV), Curtiss XF15C i Curtiss XP-60 (wersja A-1).
W Muzeum Lotnictwa Polskiego w Krakowie znajduje się egzemplarz silnika Pratt & Whitney Twin Wasp.

## Modele produkcyjne
- R-2800-9: 2000 KM (1491 kW)
- R-2800-10W: 2000 KM (1491 kW)
- R-2800-27: 2000 KM (1491 kW)
- R-2800-31: 2000 KM (1491 kW)
- R-2800-34W: 2100 KM (1600 kW)
- R-2800-43: 2000 KM (1491 kW)
- R-2800-54: 2100 KM (1566 kW)